# Peleteria paolilli
Peleteria paolilli là một loài ruồi trong họ Tachinidae.